# Characidium heirmostigmata
Characidium heirmostigmata es una especie de peces de la familia Crenuchidae en el orden de los Characiformes.

## Morfología
Los machos pueden llegar alcanzar los 5,4 cm de longitud total.
- Número de  vértebras: 34.[1]

## Hábitat
Vive en zonas de clima tropical.

## Distribución geográfica
Se encuentran en Sudamérica: ríos  Abelha, Barra Grande y  Nestor a la  cuenca del río Paraná en Brasil.